# ユーゴスラビア海軍艦艇一覧
ユーゴスラビア海軍艦艇一覧は、セルビア人・クロアチア人・スロベニア人王国（セルブ・クロアート・スロヴェーン王国）、ユーゴスラビア王国、ユーゴスラビア連邦人民共和国、ユーゴスラビア社会主義連邦共和国並びにユーゴスラビア連邦共和国海軍が過去保有した、未完成・計画中止を含めた歴代艦艇一覧である。

スロベニア海軍の艦艇一覧はスロベニア海軍艦艇一覧を、

クロアチア海軍の艦艇一覧はクロアチア海軍艦艇一覧を、

セルビア海軍の艦艇一覧はセルビア海軍艦艇一覧を、

モンテネグロ海軍の艦艇一覧はモンテネグロ海軍艦艇一覧を参照のこと。
凡例

## 現有勢力（2007年現在）
なし

## 艦艇一覧（近代海軍以前

### 蒸気航走艦
- 旧・墺艦 - 8隻

Mocni、Silni、Snasjni、Ustroini、Marlivi、Villa、Lada、Perun

## 艦艇一覧（近代海軍）

### 主力艦

#### 戦艦
モニター艦
- 旧・墺艦 - 4隻 ※ 河川モニター
- 旧・墺『ケレシュ』級 - 1隻

モラヴァ（Morava
- 旧・墺『テメシュ』級 - 1隻

サヴァ（Sava）
- 旧・墺『アールモシュ』級 - 1隻

ドラヴァ（Drava）
- 旧・墺『エンス』級 - 1隻

ヴァルダル（Vardar）

#### 航空母艦
水上機母艦
ズマイ（Zmaj） - 1隻

### 水上戦闘艦

#### 巡洋艦
防護巡洋艦
- 旧・独『ガツェレ』級 - 1隻

ダルマチア（Dalmacija）

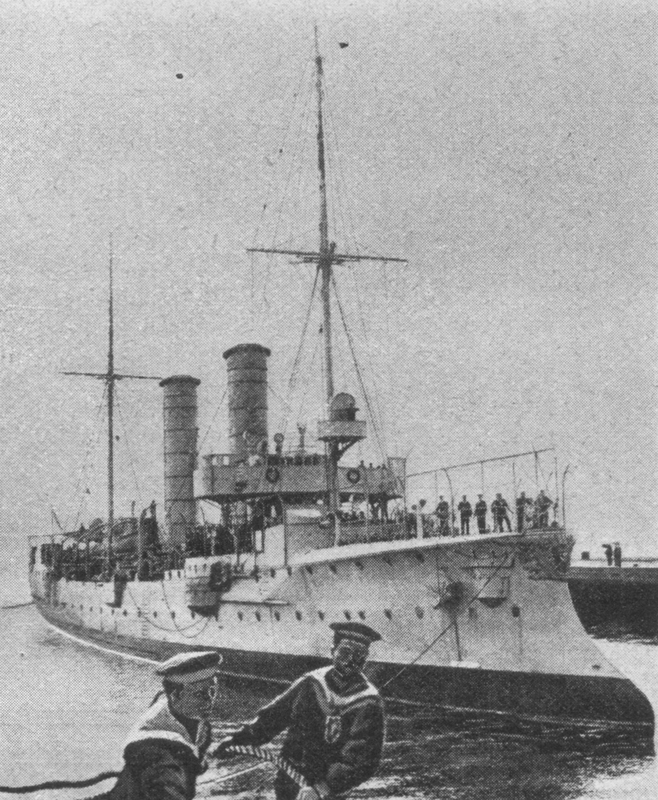
｢ニオベ(Niobe)｣時代の「ダルマチア」

#### 駆逐艦
大戦間の駆逐艦
- ドゥブロヴニク（Dubrovnik） - 1隻 ※ 嚮導艦

- ベオグラード級
  - ベオグラード、リュブリャナ、ザグレブ
- スプリト

### 潜水艦

#### 通常動力型潜水艦
WW IIまでの潜水艦
- Smeli級 - 2隻

Smeli）、Ostuellnik）
- Hrabri級 - 2隻

Hrabri）、Nebojsca）

### 機雷戦艦艇

#### 敷設艦艇
敷設艇
- 旧・独『M』級 - 6隻

Galep、Jastreb、Kobatz、Gavran、Orao、Sokol

#### 掃海艦艇
掃海艇
- 旧・墺水雷艇『78T』級 - 4隻

21、22、23、24

### 哨戒艦艇

#### 哨戒・警備艦艇
水雷艇
- 旧・墺『F』『T』級 - 8隻

T1、2、3、4、5、6、7、8
- 旧・墺『Kaiman』級 - 4隻

T9、10、11、12
- 旧・希艦 - 1隻

Srbija

#### その他
ボート
- TC.1級 - 2隻

TC.1、2
- Uskok級 - 2隻

Uskok、Cetnik

### 補助艦艇

#### 支援艦艇
潜水母艦
- Hvar - 1隻

#### 練習艦艇
練習艦
- Silnica[37] - 1隻
- Jadran - 1隻

#### その他
ヨット
- Rumija） - 1隻

ハルク
- 旧・墺艦 - 7隻

Sibenik、Tivat、Skradin、Zlarin、Prvic、旧・装甲艦『Prinz Eugen』、Kumbor、